# Volby 2004
V roce 2004 se konaly tyto volby:

## Leden
- 4. ledna:  Gruzie, prezidentské
- 20. ledna:  Faerské ostrovy, parlamentní

## Únor
- 20. února:  Írán, parlamentní (1. kolo)

## Březen
- 7. března:  Řecko, parlamentní
- 14. března:  Rusko, prezidentské
- 14. března:  Španělsko, senátní
- 20. března:  Tchaj-wan, prezidentské
- 21. března:  Salvador, prezidentské
- 21. března:  Malajsie, parlamentní
- 23. března:  Antigua a Barbuda, parlamentní
- 28. března:  Gruzie, parlamentní
- 28. března:  Guinea-Bissau, parlamentní
- 21.-28. března:  Guadeloupe, parlamentní
- 21.-28. března:  Martinik, parlamentní
- 21.-28. března:  Francouzská Guyana, parlamentní
- 21.-28. března:  Réunion, parlamentní
- 21.-28. března:  Mayotte, parlamentní

## Duben
- 2. dubna:  Srí Lanka, parlamentní
- 5. dubna:  Indonésie, parlamentní
- 8. dubna:  Alžírsko, prezidentské
- 14. dubna:  Jižní Afrika, parlamentní
- 15. dubna:  Jižní Korea, parlamentní
- 3.-17. dubna:  Slovensko, prezidentské
- 21. dubna:  Guernsey, parlamentní
- 18.-25. dubna:  Komory, parlamentní
- 25. dubna:  Rakousko, prezidentské
- 25. dubna:  Rovníková Guinea, parlamentní
- 14.-28. dubna:  Makedonie, prezidentské

## Květen
- 2. května:  Panama, prezidentské a parlamentní
- 7. května:  Írán, parlamentní (2. kolo)
- 9. května:  Nová Kaledonie, parlamentní
- 20., 26. dubna, 5., 10. května:  Indie, parlamentní
- 10. května:  Filipíny, prezidentské, sněmovní, senátní
- 16. května:  Dominikánská republika, prezidentské
- 18. května:  Malawi, prezidentské a parlamentní
- 23. května:  Francouzská Polynésie, parlamentní
- 23. května:  Jižní Osetie, parlamentní

## Červen
- 10., 11., 13. června:  Evropská unie, parlamentní
  -  Belgie, do Evropského parlamentu
  -  Česko, do Evropského parlamentu
  -  Francie, do Evropského parlamentu
  -  Maďarsko, do Evropského parlamentu
  -  Německo, do Evropského parlamentu
  -  Slovensko, do Evropského parlamentu
  -  Slovinsko, do Evropského parlamentu
  -  Spojené království, do Evropského parlamentu
- 13. června:  Lucembursko, parlamentní
- 13. a 27. června:  Litva, prezidentské
- 13. a 27. června:  Srbsko, prezidentské
- 26. června:  Island, prezidentské
- 27. června:  Mongolsko, parlamentní
- 28. června:  Kanada, parlamentní

## Červenec
- 6. července:  Vanuatu, parlamentní
- 11. července:  Japonsko, senátní

## Září
- 7. září:  Cookovy ostrovy, parlamentní
- 5. července a 20. září:  Indonésie, prezidentské

## Říjen
- 19. září a 3. října:  Kazachstán, parlamentní
- 3. října:  Abcházie, prezidentské
- 3. října:  Slovinsko, parlamentní
- 9. října:  Afghánistán, prezidentské
- 9. října:  Austrálie, parlamentní
- 11. října:  Kamerun, prezidentské
- 17. října:  Bělorusko, parlamentní a referendum
- 20. října:  Norfolk, parlamentní
- 23. října:  Kosovo, parlamentní
- 23. října:  Nauru, parlamentní
- 10. října a 24. října:  Litva, parlamentní
- 24. října:  Tunisko, prezidentské a parlamentní
- 25. října:  Svatý Kryštof a Nevis, parlamentní
- 30. října:  Botswana, parlamentní
- 31. října:  Ukrajina, prezidentské
- 31. října:  Uruguay, prezidentské a parlamentní

## Listopad
- 2. listopadu:  Spojené státy americké, prezidentské, sněmovní, senátní
- 2. listopadu:  Portoriko, guvernérské, sněmovní, senátní
- 2. listopadu:  Americké Panenské ostrovy, parlamentní
- 2. listopadu:  Americká Samoa, guvernérské a parlamentní
- 2. listopadu:  Palau, prezidentské, sněmovní a senátní
- 5. a 6. listopadu:  Česko, senátní a krajské
- 13. listopadu a 4. prosince:  Niger, prezidentské a parlamentní
- 15. a 16. listopadu:  Namibie, prezidentské a parlamentní
- 28. listopadu:  Rumunsko, prezidentské, senátní, sněmovní

## Prosinec
- 1. a 2. prosince:  Mosambik, prezidentské a parlamentní
- 7. a 28. prosince:  Ghana, prezidentské a parlamentní
- 11. prosince:  Tchaj-wan, parlamentní
- 12. prosince:  Rumunsko, prezidentské (1. kolo)
- 19. prosince:  Turkmenistán, parlamentní
- 21. prosince:  Chorvatsko, prezidentské (1. kolo)
- 24. prosince:  Pitcairnovy ostrovy, parlamentní
- 26. prosince:  Uzbekistán, parlamentní